# 代案新党
代案新党（だいあんしんとう、朝鮮語: 대안신당、テアンシンダン）は、韓国の政党。2020年の極短期間存在した。

## 概要
民主平和党の非主流派であった党内保守派の議員が離党して結成した政党である。2019年8月12日に派閥対立を受けて保守派議員9人が民主平和党を離党し、そのうち7人が同年11月17日に創党準備委員会を結成、2020年1月12日に正式な政党として発足した。
だが、2020年に入り第21代総選挙を見越した政党再編の動きが活発化した為、代案新党は同じ中道右派性向を有する正しい未来党及び民主平和党と協調する道を検討した。その結果、2020年2月15日に三党は合同して新党「民主統合党」を結成することで合意し、2月24日に民生党の結成と同時に代案新党は消滅した。

## 政治的立場
政策的には中道左派の共に民主党寄りだった。だが、社会的概念には非常に保守的な政党であり、主要な政治家は同性愛とイスラムに反対していた。
「金大中精神」をスローガンに掲げ、キリスト教徒や全羅道地域の老年層を主な支持層としていた。そのため、党には極右的キリスト教政党であるキリスト自由党出身の李潤錫が所属していた。